# MILF
 (енгл. MILF; ћир. МИЛФ или милф; такође и варваризми: милфара и милфача) је акроним за енглески израз Mother I’d Like to Fuck (у преводу: „мајка коју бих јебао/ла”).
Означава сексуално привлачну жену која може да буде мајка (али није нужно) и која је старија неколико година од особе која користи израз.
У Великој Британији се користи и израз yummy mummy (у буквалном преводу: „сласна мамица”). Најпопуларнија дефиниција на Урбаном речнику наглашава да се yummy mummy користи за особу „испод 30, док су МИЛФ-ови преко 30 година”. Израз MILF је популаризовао филм Америчка пита из 1999, иако је коришћен и раније на интернету.
У порно-филмовима постоји жанр MILF где наступају глумице са бујним грудима (отприлике између 30 и 45 година) и имају сцене секса са младим мушкарцима или девојкама. Пример филма који носи овакав назив је Мајкаче за 10.
DILF је родно обрнути сленг акроним (Dad I’d Like to Fuck, „тата којег бих јебао/ла”) и означава старијег сексуално атрактивног мушкарца.